# Kúria döntése a támogatott lakhatásról

## A döntés lényege:
A Kúria ebben a döntésében azt vizsgálta, hogy a peres felek között fennálló közjogi jogviszony és ennek alapján a támogatott lakhatás biztosítása kikényszeríthető-e magánjogi perben, tehát a polgári bíróság dönthet-e közjogi kérdésről jogszabályi felhatalmazás nélkül. Ennek keretében azt állapította meg, hogy hiába illeti meg a felpereseket a támogatott lakhatás, mivel nem jött létre közöttük magánjogi jogviszony, így az polgári perben nem kényszeríthető ki, hiszen a polgári bíróságok csak akkor bírálhatnak el közjogi jogviszonyokat, ha erre jogszabály felhatalmazást ad.

## A döntés adatai:
Ügyszám: Kúria Pfv.IV.21.186/2022/10.
Dátum: 2023. április 5.
Döntéssel érintett jogterület: Személyiségi jogi ügyek
Kérdés: Közjogi jogviszonyból származó igény kikényszeríthető-e polgári – és azon belül is személyiségi jogi – perben
Tanács tagjai: Dr. Kovács Zsuzsanna (a Tanács elnöke), Véghné dr. Szabó Zsuzsanna (előadó bíró), Dr. Dzsula Marianna (bíró), Dr. Pataki Árpád (bíró), Dr. Stark Marianna (bíró)

## Tényállás:
A felperesek – tehát azok, akik a pert indították – 29 és 45 év közötti, cselekvőképességet kizáró gondnokság alatt álló, halmozott fogyatékossággal élő személyek, illetve az őket gondozó édesanyák voltak. Az alperesek – tehát azok, akik ellen a pert megindították – az EMMI minisztere és a Szociális és Gyermekvédelmi Főigazgatóság.
A fogyatékossággal élő felperesek nappali ellátásokat igénybe vettek hétköznaponként, egyébként édesanyjuk gondoskodott róluk. Így kialakult közöttük egy nagyon erős viszony, azonban a szülők hiába próbáltak keresni olyan helyet, ahol gyermekeik önálló életvitelt folytathatnának a támogatott lakhatás keretében, nem találtak ilyet, hiszen Budapesten nincsen támogatott lakhatást biztosító intézmény és a felperesek budapesti lakosok. A támogatott lakhatás azért is kiemelkedően fontos számukra, mert a fogyatékossággal élő felperesek is vágynak arra, hogy kortársaikkal lehessenek és részt vegyenek különféle foglalkozásokon, amelyekre a szüleik gondozása mellett nincsen lehetőségük, a szülőknek pedig ez csökkenthetné az aggodalmat a gyermekükkel kapcsolatban, hiszen a haláluk esetén így a gyermekük élete biztosított lenne. Valamint a támogatott lakhatás hiánya és a fogyatékossággal élő gyermek otthon gondozása a gondozó anyák egész életét kiteszi, amely miatt nyaralni sem jutottak el nagyon rég óta, illetve az emberi kapcsolataik is leépültek, akár a házasságuk is tönkrement és egy szabad hétvégéjük sem volt.
A nappali ellátások alapellátások, amelyek fenntartása jellemzően az önkormányzatok feladata, szemben a szakosított ellátásokkal, amelyeket jellemzően a Szociális és Gyermekvédelmi Főigazgatóság tart fenn. A legjelentősebb különbség ezek között az ellátások között az, hogy az alap ellátás nem jár a lakóhely megváltoztatásával, míg a szakosított ellátás igen. A szakosított ellátás egyik formája a támogatott lakhatás, amelynek célja az, hogy a fogyatékossággal élő személy segítséggel, de mégis önálló életvitelt folytathasson. A szakosított ellátások igénybevételéhez azonban szükség van egy komplex szükséglet felméréshez, amely a fogyatékossággal élő személy szükségleteit méri fel. A felperesek a Szociális és Gyermekvédelmi Főigazgatóság tájékoztatása után nem jelöltek meg olyan intézményt, amelybe a felvételt kérik, így a kérelmüket nem továbbították a döntést hozó szervhez. Később kérelemre arról tájékoztatta a felpereseket, hogy Budapest területén nincs is olyan hely, ahol támogatott lakhatást nyújtanának, vagy lakóotthon lenne súlyos-halmozott fogyatékossággal élő személyek számára.
A Szociális és Gyermekvédelmi Főigazgatóság fenntartásában léteznek ugyan többszáz fős bentlakásos intézmények, de azok távolsága Budapesttől 174–245 km, amelyek igénybevételére a felpereseknek nem volt reális esélye. A fogyatékossággal élő személyeknek fontos a családjuk közelsége. A Szociális és Gyermekvédelmi Főigazgatóság arról tájékoztatta a felperesek egy részét, hogy a korábban önkormányzati fenntartású intézmények állami tulajdonba kerültek és azok kitagolása 2036-ig fog befejeződni.
A felperesek kérték a bíróságtól annak megállapítását, hogy az alperesek megsértették az emberi méltósághoz való jogukat, magán- és családi élet tiszteletben tartásához fűződő jogukat és a kapcsolattartáshoz fűződő jogukat, valamint az egyenlő bánásmódhoz fűződő jogukat. Kérték továbbá, hogy az alperesek fejezzék be a jogsértést, az ítélet rendelkező részét tegyék közzé a honlapjukon és küldjék meg a Magyar Távirati Irodának, valamint biztosítsanak a fogyatékossággal élő felpereseknek támogatott lakhatást és annak megvalósításáig az alperesek saját költségen biztosítsanak a fogyatékossággal élő felpereseknek bizonyos szolgáltatásokat és fizessenek meg a felpereseknek fejenként 5 millió forint nem vagyoni kártérítést.
Az EMMI minisztere az ellenkérelemben – tehát a felperesek által benyújtott, az előző bekezdésben foglaltakat tartalmazó keresetlevelére reagálva – előadta, hogy az ő feladata a „szociális ellátási rendszer működési kereteinek biztosítása”, a szakosított ellátás megszervezése és fenntartása a Szociális és Gyermekvédelmi Főigazgatóság feladata.  Hivatkozott továbbá arra is, hogy számos bentlakásos intézmény elérhető Budapesten, de azt nem vitatta, hogy támogatott lakhatás nem elérhető Budapest területén. A Szociális és Gyermekvédelmi Főigazgatóság nem vitatta, hogy a szakosított ellátás fenntartása az ő feladata lenne, de szerinte nincsen olyan előírás, hogy ezt milyen formában kellene létrehoznia, így ennek megfelelően 900 férőhely van Budapest területén, amely igénybe vehető fogyatékossággal élő személyek által. Hivatkozott még a komplex szükségletfelmérés szükségességére, amelynek a felperesek nem tettek eleget. A férőhelyek igénybevételére azonban átlagosan 4-8 évet kell várni és azt sem vitatta, hogy támogatott lakhatás nem elérhető, hiszen összesen csak 10 darab van Budapest területén, amelyek nem is alkalmasak feltétlen a fogyatékossággal élő személyek fogadására. A támogatott lakhatás egyébként a jogszabályi rendelkezés alapján 2013. január 1. óta része a magyar jogrendszernek, valamint új férőhely kialakítása, vagy az intézmény kitagolása  csak támogatott lakhatás formájában valósulhat meg, 2015. január 1-től.

## Pertörténet
Az elsőfokú bíróság korábbi ítéletét a másodfokú bíróság hatályon kívül helyezte és rögzített megállapításokat, amelyeket az elsőfokú bíróságnak az új eljárásban figyelembe kell vennie és attól nem térhetett el. A másodfokú bíróság megállapította, hogy a felpereseket megilleti a támogatott lakhatás, valamint azért, mert nincs Budapest területén egy olyan intézmény, ahova a felperesek be tudnának jelentkezni, a komplex szükségletfelmérés elmaradása nem feltétele a támogatott lakhatás nyújtásának. Így az elsőfokú bíróságnak abban kellett döntenie, hogy a támogatott lakhatás hiánya okoz-e személyiségi jogsérelmet, hiszen az alperesek magatartásának jogellenességét a másodfokú bíróság megállapította.
Az elsőfokú bíróság megállapította, hogy az ENSZ Fogyatékos Személyek Jogairól szóló Egyezménye (a továbbiakban: a CRPD) önmagában nem keletkeztet lakhatás létrehozására való állami kötelezettséget, de 2013. január 1-e óta a támogatott lakhatás bevezetésével fennáll az állam kötelezettsége, különösen 2015. január 1-től. Ennek megfelelően az államnak az elsőfokú ítélet meghozatalakor már 14 éve fennállt állami kötelezettsége – azaz CRPD hatálybalépése óta – és 6 éve pedig a támogatott lakhatás nyújtására való kötelezettsége. Megállapította továbbá, hogy a szülőktől nem elvárható az, hogy a gyermekeiket nagylétszámú bentlakásos intézményekbe adják, hiszen megilleti őket a támogatott lakhatás.
Az elsőfokú bíróság megállapította, hogy az alperesek megsértették az emberi méltósághoz fűződő jogát a felpereseknek, hiszen így a fogyatékossággal élő felperesek nem tudnak önálló életvitelt folytatni. A szülőknek pedig gyermekeik gondozása egy egész emberéletet kíván. A magánélethez fűződő jog sérelmét is megállapította az elsőfokú bíróság. A családi élet tiszteletben tartásához és a kapcsolattartáshoz fűződő jog sérelmét nem állapította meg a bíróság, hiszen a felperesek ezen jogok sérelmére annak keretében hivatkoztak, hogyha a gyermekeket nagylétszámú, Budapesttől távoli intézményben kell elhelyezni, akkor ebben a helyzetben sérülnének ezek a jogok. Azonban csak jogsértésre lehet hivatkozni a személyhez fűződő jogsérelem esetén, amely itt nem teljesült.
Az egyenlő bánásmódhoz való joggal az elsőfokú bíróság azt állapította meg, hogy ez a kötelezettség kettős: egyrészt az államnak tartózkodnia kell a hátrányos megkülönböztetéstől, másrészt pedig a hátrányos helyzetben lévő embereket az államnak kompenzálnia kell, amely azonban nem kényszeríthető ki. Azonban, ha már létezik egy jogszabályi kötelezettség a kompenzációra, akkor az már kikényszeríthető és személyiségi igény alapja lehet. Így megállapította az egyenlő bánásmód követelményének sérelmét a fogyatékossággal élő felperesek tekintetében, hiszen a nem fogyatékossággal élő fiatalokhoz képest hátrányosabb helyzetbe kerültek a támogatott lakhatás hiánya miatt. A gyermeküket gondozó anyák tekintetében pedig az „átsugárzó diszkrimináció” miatt a hátrányos megkülönböztetés őket és érinti.
Ennek megfelelően a bíróság a jogsértés abbahagyására kötelezte az alpereseket, valamint az ítélet rendelkező részének közzétételére kötelezte az alpereseket. A sérelmes helyzet megszüntetésével kapcsolatban hivatkozott egy korábbi ítéletre, amely kimondta, hogy a jogsértés megszüntetésének konkrét módja is meghatározható az ítéletben, függetlenül attól, hogy ez egy közjogi jogviszony és nem polgári jogi. Így az elsőfokú bíróság kötelezte az alpereseket, hogy biztosítsanak támogatott lakhatást Budapest területén. A fejenként 5 millió forint kártérítést is megalapozottnak tartotta a bíróság az alperesi jogsértés súlyos következményei miatt.
A másodfokú bíróság az elsőfokú bíróság részítéletét helyben hagyta, azt csak a perköltség viseléssel kapcsolatban pontosította. Kiemelte továbbá, hogy a komplex szükségletfelmérés ilyen esetben nem elvárható, hiszen az csak akkor szükséges, ha van olyan intézmény, amelynek igénybevételére van lehetőség. Megállapította azt is, hogy az Alaptörvény XIX. cikkének első mondata államcél, míg a második mondata az állam oldalán kötelezettséget keletkeztet, a másik oldalon pedig jogosultságot a jogérvényesítésre.
Az elsőfokú bíróság azért részítéletet hozott, mert az egyik fogyatékossággal élő felperes meghalt a per során, így az ő vonatkozásában az eljárás félbeszakadt.
Ezt követően a Szociális és Gyermekvédelmi Főigazgatóság felülvizsgálati kérelmet adott be a Kúriához, amelyről a Népszava30 és a TASZ31 is beszámolt.

## A Kúria érvelése
Az Emberi Erőforrások Minisztériumának jogutódja a Belügyminisztérium lett, amelyet a Kúria nem talált aggályosnak, mert a hatáskörváltozás jogszabályon alapult. A Kúria megállapította, hogy a keresettel érvényesített jog – azaz a felülvizsgálatban már a Ptk. 2:42.§ (1) és (2) bekezdésben foglaltak – és a szociális ellátáshoz fűződő jog nem azonos. A Ptk. ezen rendelkezése az ember személyiségi jogait védi és az annak megsértésétől való tartózkodást várja el másoktól. Megállapította, hogy a személyiségi jogok abszolút szerkezetűek, tehát mindenki másnak tartózkodnia kell attól, hogy azokat megsértse. Ezek az abszolút szerkezetű jogviszonyok akkor lesznek relatív szerkezetűek, amikor valamely kötelemfakasztó tény bekövetkezik pl. károkozás és az lehet a személyiségi jogi per tárgya. A személyiségi jogi per így a jogsértő és aközött lehetséges, akinek a személyiségének érvényesülését a jogsértő sérti és ez „egyfajta közvetlen kapcsolatot feltételez” a két személy között. Megállapította azt is, hogy az Alaptörvényben biztosított jogok és a személyiségi jogok nem fedik egymást teljes mértékben, hiszen az emberi jogokban nem csak a személyiségéhez kapcsolódó jogok vannak benne, hanem az egyén, mint a társadalom tagjához kapcsolódó jogok is. Szakirodalomra hivatkozva kimondta, hogy a személyiségi jogok keretében csak azok a jogok érvényesíthetőek, amelyek nem az egyén és a társadalmi közeg között állnak fenn.
Az Alaptörvény XIX. cikkében foglalt szociális biztonsághoz való jog az Alkotmánybíróság gyakorlata alapján nem alanyi alapjog, hanem államcél, így annak csak fenntartása és működtetése követelhető meg az államtól, de annak módjáról az állam szabadon dönt. Ennek megfelelően az egyes szociális ellátások nem az Alaptörvényből következnek, hanem csak az elvont jogosultság ered az Alaptörvényből és annak részletszabályait törvények rendezik. Ennek megfelelően az alperesek jogszabályban foglalt kötelezettsége nem értelmezhető úgy, hogy az az Alaptörvényben rögzített alanyi jogot hajtja végre, hanem csak azt tartalmazzák, hogy egy személy mikor és milyen feltételek mellett tud igénybe venni egy szolgáltatást. Azonban – szemben a másodfokú ítéletben foglaltakkal – kimondta, hogy ezek a jogszabályban foglalt jogosultságok egyben személyiségi jogi sérelmet nem okozhatnak, hiszen ezek csak az állam oldaláról várnak el cselekvést és közjogi viszonynak tekinthetőek, szemben a Ptk. alapelvei könyvében foglalt mellérendeltséggel és egyenjogúsággal. Így a felperesek és az alperesek között csak közjogi jogviszony van és polgári jogi, azaz mellérendeltségi jogviszony nincs. Hiába keletkezik tehát a jogszabályokból a felpereseknek szociális ellátáshoz fűződő alanyi jogosultsága, mivel nem jött létre polgári jogi és azon belül is személyiségi jogi jogviszony, így polgári per tárgya nem lehet.
Megállapította továbbá, hogy mivel a felperesek figyelmen kívül hagyták a szociális intézmények eljárásrendjét, így az ellátási formák megfelelősége általánosságban nem vitatható személyiségi jogi perben. Valamint megállapította azt is, hogy az I. rendű alperes – azaz a Belügyminisztérium – feladat- és hatásköre olyan általános, hogy az személyiségi jogot sértő polgári jogi jogviszonyt nem keletkeztet és ez II. rendű alperes, azaz a Szociális és Gyermekvédelmi Főigazgatóság tevékenységéről is elmondható.
Mivel a polgári jog alapvetően nem a közjogi jogviszony rendezésére lett megalkotva, így annak elbírálására csak jogszabályi felhatalmazás alapján – például a közhatalom gyakorlásával okozott kár esetében – van lehetőség, hiszen különben a bíróság a közjogi viszonyokba beavatkozna, sértve ezzel a hatalmi ágak szétválasztásának elvét. Ilyen felhatalmazást ad az egyenlő bánásmódról szóló törvény is, hiszen az alapján a közfeladatot ellátó szervek jogviszonyaikban kötelesek betartani az egyenlő bánásmód követelményét, azonban mivel a felperesek és az alperesek között nem jött létre jogviszony, így az ebben a perben nem volt alkalmazható.
A Kúria kiemelte, hogy a felpereseket megilleti a támogatott lakhatás, de annak kikényszerítése polgári perben nem lehetséges, hiszen az közvetlen kapcsolat hiányában személyiségi jogi igényt nem keletkeztet, így a polgári bíróságoknak a közjogi kérdés eldöntésére nincs hatásköre. Ennek megfelelően a keresetnek nem volt jogalapja.

## A rendelkező rész és a döntés elvi tartalma
A Kúria ítéletének elvi tartalma a következő:
I. A személyiségi jogi védelem mindenkire kötelező tartalma mások alanyi jogának a tiszteletben tartása. A személyiségi jogérvényesítés feltétele a személyiségi alanyi jogot sértő vagy veszélyeztető magatartás, amely a jogsértő és a sérelmet szenvedett fél között fennálló kapcsolatban polgári jogi, ezen belül személyiségi jogviszonyt keletkeztet.
II. Valamely szociális ellátási formához való hozzáférés biztosításának igénye önmagában a személyiségvédelem alapja nem lehet. A polgári perben, polgári jogviszonyok alapján eljáró bíróságnak – jogszabályi felhatalmazás hiányában – nincs hatásköre a közjogi viszonyok körébe tartozó intézkedések megtételére kötelezni az alpereseket. Az állam végrehajtó szerveiként eljáró alpereseknek a közjogi feladataik ellátása körében a felperesek által állított mulasztása személyiségi jogviszonyt nem keletkeztet.
A Kúria tehát a másodfokú bíróság ítéletét hatályon kívül helyezte és a felperesek kérelmét elutasította. Ezt az előző pontban foglalt indokolásra alapozva tette meg. Az elvi tartalomban foglalt állítások: tehát az, hogy a közjogi jogviszony külön felhatalmazás polgári perben nem érvényesíthető, valamint az, hogy a személyiségi jogi per feltételeként a személyiségi jogviszonyt határozza meg a korlátozott precedensrendszer miatt köti a bíróságokat a jövőben és ettől csak indokolással lehet eltérni, amely felülvizsgálat – azaz rendkívüli perorvoslat – tárgya is lehet. Így tehát a döntés elvi tartalmában foglalt jogértelmezést kötelesek a bíróságok alkalmazni és követni, hiszen a korlátozott precedensrendszer miatt minden Kúriai döntés precedens-erőt kapott, amelytől csak indokolással lehet eltérni.

## A döntés megjelenése a médiában
A Kúria döntése számos online újságban, honlapon megjelent. Az RTL készített egy majdnem 3 perces beszámolót is a történtekről1 , amelyre más újságok hivatkoztak. Az ítélet megjelent a Telexen2 , a Népszavában3, a Mérce.hu-n4, a 24.hu-n5, a HVG-n6, az nlc.hu-n7 és a Blikkben.8 A Népszava egyébként korábban arról is beszámolt, hogy a Szociális és Gyermekvédelmi Főigazgatóság felülvizsgálati kérelmet nyújtottak be9 és Kúria az ítélet kihirdetését 2 héttel elhalasztotta10 . Valamint a TASZ is beszámolt a felülvizsgálati kérelem előterjesztéséről11. A Kúria a döntést követően kiadott egy sajtóközleményt, amelyben a döntés lényegét ismertette12.

## A döntés utóélete
Az egyik ügyben, amiben hivatkoztak a Kúria ítéletére az az a per volt, amelyben az elhunyt III. rendű felperes szülei, mint jogutódjai kérték az 5 millió forint megfizetését. A Fővárosi Törvényszék – mivel akkor még a felülvizsgálati eljárás folyamatban volt –, marasztalta az alpereseket ebben a perben is, az alapügyre hivatkozva. A Fővárosi ítélőtábla azonban már elutasította a felperesek keresetét, hiszen addigra már a Kúria meghozta a felülvizsgálati eljárásban az ítéletét a fentebb ismertetett jogértelmezéssel. Továbbá a döntést meghozó kúriai tanács hivatkozott a személyiségi jog relatív jellegű szerkezetére erre az ítéletre hivatkozva egy másik ítéletében.
A szakirodalomban is hivatkozott lett ez a döntés, hiszen megállapították, hogy a Kúria a polgári perek felől inkább a mulasztási per – azaz közigazgatási per – felé tereli a joggyakorlatot.